# Judith Depaule
 (février 2012).
Si vous disposez d'ouvrages ou d'articles de référence ou si vous connaissez des sites web de qualité traitant du thème abordé ici, merci de compléter l'article en donnant les références utiles à sa vérifiabilité et en les liant à la section « Notes et références ».
Judith Depaule, née en 1968, est une metteuse en scène française, lauréate de la Villa Médicis hors les murs.

## Biographie

### Formation
Diplômée d’une maîtrise de slavistique et d’un DEA d’arts de la scène (Paris III), Judith Depaule écrit une thèse en arts du spectacle sur « Le théâtre dans les camps staliniens » (Paris-Nanterre) et participe à des publications en français et en russe (traductions du russe, articles critiques et littéraires, compositions).

### Carrière
Au théâtre, elle collabore avec les collectifs Sentimental Bourreau (théâtre musical : Strip et boniments, Les Carabiniers, La Grande Charge hystérique, Va-t’en chercher le bonheur et ne reviens pas les mains vides) de 1990 à 1996.
Avec Véronique Bisciglia, elle codirige Aglaée Solex (théâtre & vidéo : Incidences, Accrochez-moi) de 1996 à 2001.
Elle assiste Robert Cantarella et Oleg Matveev, joue avec Pascal Rambert, Jacques Vincey, Eva Doumbia, Arnold Pasquier, traduit du russe pour Yves Beaunesne, Bernard Sobel, Alain Fourneau, Ivan Vyrypaïev, Aurélia Guillet, Irène Bonnaud.
Au cinéma, elle travaille aux côtés de Nikita Mikhalkov, Éva Truffaut, Sarah Petit. Elle collabore également avec la plasticienne Maria Loura-Estevao et la styliste Sakina M'sa. Elle conçoit avec les Alternateurs Volants Illuminations (exposition-spectacle). 
Elle anime des ateliers-spectacles avec les détenus de la maison d'arrêt de la Santé (Hamlet, 2003 ; Arturo Ui, 2004), des primo-arrivants (Identité(s), 2006), en milieu scolaire et universitaire et avec des amateurs, dirige des ateliers de formation professionnelle en direction des enseignants et des artistes sur l’utilisation de la vidéo au théâtre et sur les ressorts de la dramaturgie documentaire.
Elle organise des débats avec des chercheurs en relation avec la thématique de ses spectacles.

## Spectacles
Elle fonde en 2001 la compagnie Mabel Octobre, au sein de laquelle elle crée ses propres textes et des spectacles selon le double axe du documentaire (travail de recherches et d’investigation) et du multimédia (dramaturgies plurielles, recours aux NTIC).
- Desesperanto, spectacle interactif multimédia 2002
- Matériau Goulag[6], lecture, concert, 2003
- Qui ne travaille pas ne mange pas[7], revue de théâtre au Goulag[8], 2004
- Ce que j’ai vu et appris au Goulag, exercice de mémoire d’après Jacques Rossi, 2005
- La Folie de Janus[9] de Sylvie Dyclo-Pomos, hommage aux disparus du Beach de Brazzaville, 2006
- Qui a tué Ibrahim Akef ?, rêve de danse orientale, 2007
- Vous en rêvez (Youri l’a fait), chronique épique du premier homme cosmique, 2007
- Le Voyage cosmique de Vassili Jouravlev, ciné concert[10], musique : Laurent Dailleau, 2007
- Corps de Femme 1 – le marteau, d’après le portrait de Kamila Skolimowska, première championne olympique de lancer du marteau, 2008 (premier volet de la quadrilogie de spectacles Corps de femme)
- Même pas morte, histoire d’une enfant de la guerre, 2010
- Oxygène d’Ivan Vyrypaïev, première africaine du texte à Kinshasa, 2010
- Corps de femme 2 – le ballon ovale, d’après les portraits de joueuses de rugby, 2010
- Corps de femme 3 - les haltères, d'après le portrait de Nurcan Taylan, haltérophile turque, championne du monde d'haltérophilie 2010, 2011, 2012
- Le risque zéro ça n'existe pas[11], d'après In Situ de Patrick Bouvet, 2011
- Civilisation XX, exposition-spectacle (spectacle en russe), 2013
- Je suis moi, spectacle à domicile, 2013
- Corps de femme - sportives suisses, exposition, 2014
- Année Zéro d’après Blackout de Nanni Balestrini, 2014
- Les Enfants de la terreur, le choix de la lutte armée, 2014
- Corps de femme - sportives suisses, film, 2015
- Les Siècles obscurs[12], concert-performance, 2015
- La Bonne Distance[13], théâtre à domicile, 2015
- La Guerre de mon père[14], 2015
- Écrits russes, lecture-performance, Confluences, Paris, 2016
- Les Siècles obscurs, concert-performance, Festival Extention/La Muse en circuit, Confluences, Paris 2016
- Les Siècles obscurs 2, concert-performance, Festival de médiapoésie/Théâtre Alexandrinski, Saint-Pétersbourg, 2017
- L’Île perdue de mon enfance, en coll. avec Vincent Deslandres, conférence-spectacle sur le changement climatique, scolaires, Paris, 2019
- Les Pois chiches, Les fèves, banquets artistiques et gustatifs, Institut du monde arabe, 2020
- CoOp à la Maison des métallos, 2021, 2022
- Les murs parlent, exposition et experience VR, musée de la Résistance de Limoges, 2022
- Je passe 1, 2, 3, 4 et 5, d’après des récits d’artistes en exil, 2017-2022
- Disparu·e·s, tragi‑comédie musicale documentaire sur les récits de proches de personnes portées disparu·e·s, 2023
- Balade sentimentale du bas Belleville, une collecte d’auprès des habitants du quartier, 2021-2024